# 顺义县 (南朝梁)
顺义县，中国古县名。
南朝梁置，治所在今湖北省随州市北。梁属北隋郡。西魏属淮南郡，隋朝时，属汉东郡。唐朝武德五年（622年）废。